# Svarta Bjørn
Svarta Bjørn (auch Svarta Björn; deutsch: Schwarzer Bär) war eine sagenumwobene Köchin, die im späten 19. Jahrhundert die Gleisarbeiter (Rallare) beim Bau der Bahnstrecke Luleå–Narvik versorgte.

## Legende

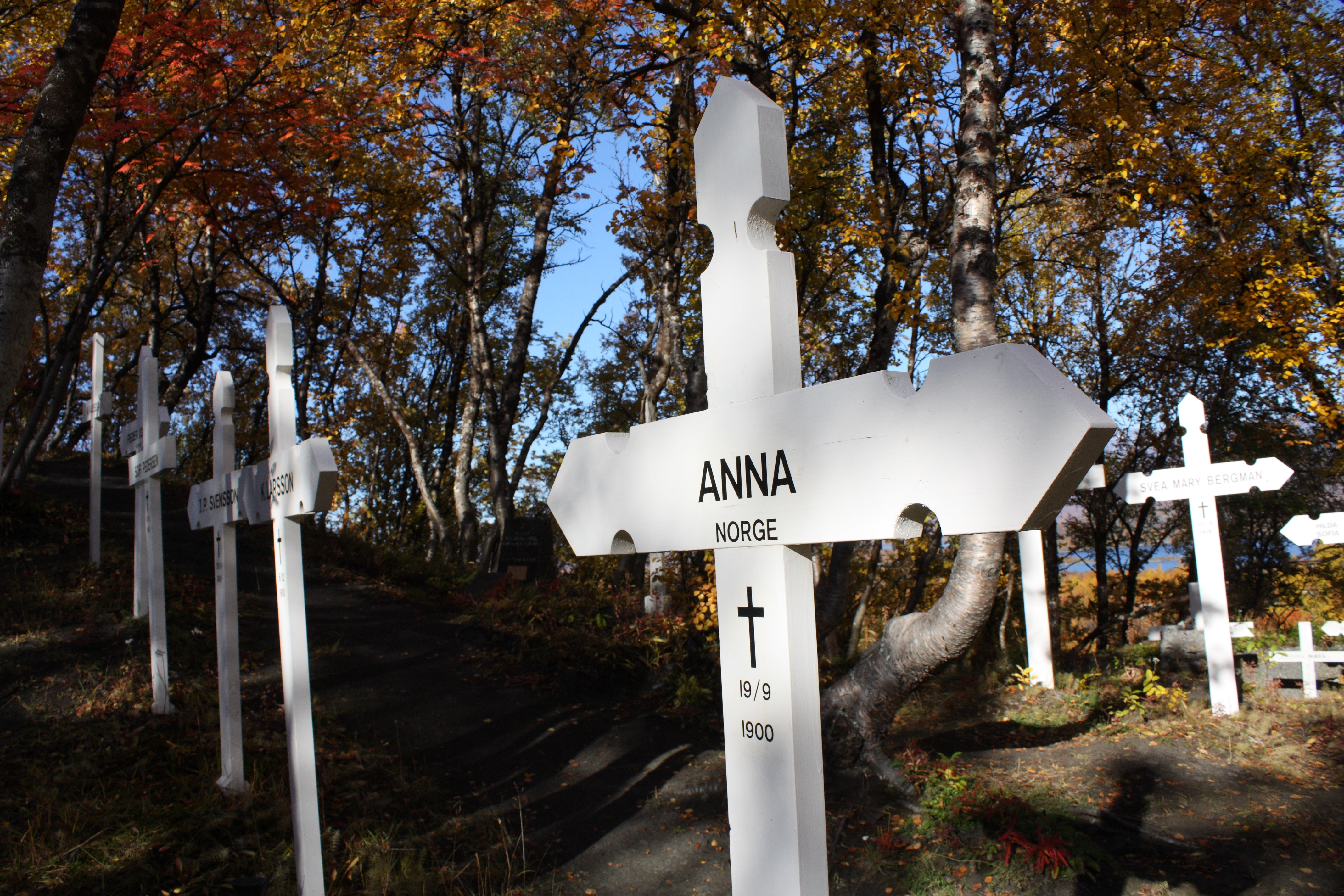
Grabkreuz auf dem Rallarfriedhof in Tornehamn, Schweden. Der Legende nach soll sich hier das Grab von Svarta Bjørn befinden

Der Bau der Erzbahn (schwedisch Malmbanan, norwegisch Ofotbanen) zwischen 1898 und 1902 war das größte norwegisch-schwedische Verkehrsprojekt seiner Zeit. Zeitweilig waren bis zu 6000 Arbeiter gleichzeitig am Bau beteiligt. Die meisten dieser Arbeiter waren junge, unverheiratete Schweden, Finnen und Norweger, die in Baracken lebten und von Köchinnen versorgt wurden, die gemeinsam mit den Männern lebten und für das Beschaffen von Holz und Wasser, die Wäsche und das Essen der Arbeiter zuständig waren. Es war nicht ungewöhnlich, dass junge Frauen in dieser recht anrüchigen Gesellschaft anonym blieben und oft nur unter ihrem Spitznamen bekannt waren und ihre Herkunft und Familie geheim hielten.
Svarta Bjørn soll der Legende nach ihren Spitznamen von einem Samen wegen ihrer dunklen Haare und Augen sowie ihrer Stärke erhalten haben.  Ein Gruppenfoto, das Arbeiter vor einer Baracke zeigt, bildet auch eine dunkelhaarige Köchin im Hintergrund ab. Dieses gilt als einziges gesichertes Foto von Svarta Bjørn. Noch während der Bauarbeiten entstanden die ersten Lieder und Geschichten. Einen wichtigen Beitrag zur Legende um Svarta Bjørn schafft die Romantrilogie Malm (deutsch: Erz) des schwedischen Schriftstellers Ernst Didring, die ab 1914 veröffentlicht wurde. 1954 veröffentlichte der Historiker und Schriftsteller Nils A. Ytreberg einen Roman mit dem Namen Svarta Bjørn. Dieser Roman führte zu einem Wiederaufleben der Legenden um Svarta Bjørn und führte dazu, dass auch ehemalige Rallare von ihren Begegnungen mit ihr berichteten. In der Zeitung Arbeidets Rett schreibt der ehemalige Rallar J. O. M. von seinen Begegnungen mit Svarta Bjørn, die laut seinen Erfahrungen eigentlich Anna Jensen aus Salten war. Hier wird sie als gute Köchin beschrieben, die sich gut um ihre Arbeiter kümmerte. Ein anderer beschreibt sie als groß, stark, bestimmt und trinkfest, aber auch als um andere besorgt und liebenswert. Der Legende nach soll sie bei einem Streit mit einer anderen Köchin («Lapp-Lisa») um einen Mann zu Tode gekommen sein.

### Anna Rebecka Hofstad

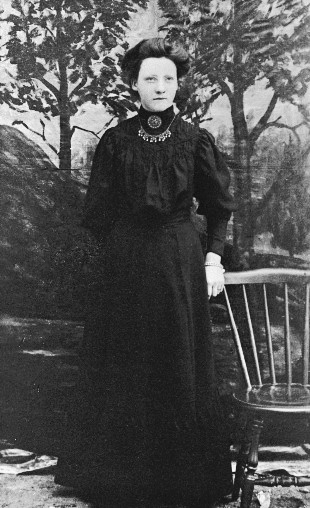
Anna Rebecka Hofstad um 1900

1955 berichtete die Lokalzeitung Rana Blad, dass sie von einem Mann namens Arne Hofstad kontaktiert wurde, dessen Vaters verstorbene Schwester Anna Rebecka Hofstad die echte Svarta Bjørn gewesen sei. Anna Rebecka (im Sterberegister Anne Rebecke Hoofstad) wurde am 7. April 1878 auf dem Hof Skjelosen auf der Insel Offersøy bei Tjøtta geboren. Vier Jahre später zog die Familie nach Utskarpen in der heutigen Kommune Rana. Anna zeichnete sich früh durch ihre Stärke und Unabhängigkeit aus und soll schon als junges Mädchen in der Lage gewesen sein, 100 Kilogramm schwere Mehlsäcke zu tragen. Mit 16 Jahren verließ sie ihre Familie und arbeitete an verschiedenen Orten als Hausmädchen, bis sie um 1898 von den Arbeiten an der Erzbahn erfuhr und gemeinsam mit einer Freundin in Rombaksbotn, dem Zentrum der Arbeiter, Anstellung fand. Hofstad starb am 19. September 1900 bei Tornehamn in Jukkasjärvi forsamling, unweit der norwegisch-schwedischen Grenze und ist auf dem örtlichen Rallarfriedhof begraben. Das Sterberegister der Gemeinde Jukkasjärvi nennt als Todesursache Miliartuberkulose. Ein Kreuz auf dem Rallarfriedhof in Tornehamn trägt die Inschrift Anna – Norge 19/9 1900 und wird oft als Grabkreuz Hofstads bezeichnet. Allerdings wurden die Daten mehrfach geändert, so dass es bis heute nicht geklärt werden kann, ob das Kreuz das Grab Hofstads (oder Svarta Bjørns) ist. Auf dem Friedhof in Tornehamn wurde 1982 ein Erinnerungsstein errichtet. Seit den 1970er Jahren gilt Anna Rebecka Hofstad als die historische Svarta Bjørn.

## Rezeption

### Romane
- Ernst Didring: Malm: skildringar nordanfrån. 1. Männen som gjorde det. Stockholm, 1914 (online beim Project Runeberg)
- Nils A. Ytreberg: Svarta Bjørn. Oslo 1954

### Sonstiges
- in Narvik findet alljährlich die Vinterfestuka (Winterfestwoche) statt, die eines der größten Kulturfestivals Nordnorwegens ist. Während der Festwoche findet seit 2006 jedes Jahr eine „Svarta Bjørn Konferenz“ statt und seit 1959 wird eine junge dunkelhaarige Frau zum Svarta Bjørn gewählt.[8] Daneben wird auch der Ehrentitel Æres –Svarta Bjørn in unregelmäßigen Abständen an Frauen vergeben, die sich im Arbeitsleben, kulturell, gesellschaftlich oder sportlich besonders für die Eisenbahnlinie oder die Stadt Narvik engagiert haben. Die derzeit letzte Preisträgerin ist die ehemalige Direktorin des Jernbanedirektoratet Elisabeth Enger (2012).[9]
- im Zentrum von Narvik wurde 1984 eine Statue des Künstlers Tom Berre aufgestellt, die Svarta Bjørn stellvertretend für alle Frauen, die an der Ofotbanen arbeiteten, darstellt.[10]
- am letzten Sonnabend im Juni findet jährlich der Volksmarsch Svarta Bjørn–marsjen entlang der Eisenbahnlinie statt, der mit einem Volksfest in Rombaksbotn endet.[11]
- 1979 wurde der Fernsehfilm Legenden om Svarta Björn des schwedischen Regisseurs Ingvar Skogsberg veröffentlicht.
- Das Konzeptalbum Svarta Bjørn (1998) der nordnorwegischen Künstlerin Kari Bremnes setzt sich mit dem Leben der Frauen in der Männergesellschaft der Eisenbahnarbeiter auseinander.